# Lijst van voetbalinterlands Brazilië - Paraguay (vrouwen)
Deze lijst van voetbalinterlands is een overzicht van alle officiële voetbalinterlands tussen de nationale vrouwenteams van Brazilië en Paraguay. De landen hebben tot nu toe zes keer tegen elkaar gespeeld.

## Wedstrijden
| № | Plaats        | Datum             | Competitie                 | Wedstrijd           | Uitslag |
| - | ------------- | ----------------- | -------------------------- | ------------------- | ------- |
| 1 | Mar del Plata | 11 november 2006  | Sudamericano Femenino 2006 | Paraguay − Brazilië | 1 − 4   |
| 2 | Mar del Plata | 24 november 2006  | Sudamericano Femenino 2006 | Brazilië − Paraguay | 6 − 0   |
| 3 | Cuenca        | 13 november 2010  | Sudamericano Femenino 2010 | Brazilië − Paraguay | 3 − 0   |
| 4 | Loja          | 14 september 2014 | Copa América 2014          | Paraguay − Brazilië | 1 − 4   |
| 5 | Bucaramanga   | 26 juli 2022      | Copa América 2022          | Brazilië − Paraguay | 2 − 0   |
| 6 | Quito         | 22 juli 2025      | Copa América 2025          | Brazilië − Paraguay | 4 − 1   |

## Samenvatting
| Competitie                           | Totaal gespeeld | Winst Brazilië | Gelijk | Winst Paraguay | Doelsaldo Brazilië – Paraguay |
| ------------------------------------ | --------------- | -------------- | ------ | -------------- | ----------------------------- |
| Sudamericano Femenino / Copa América | 6               | 6              | 0      | 0              | 23 − 3                        |
| Totaal                               | 6               | 6              | 0      | 0              | 23 − 3                        |